# Santa Teresa (Rio de Janeiro)
Pour les articles homonymes, voir Santa Teresa.
Santa Teresa est un quartier sur les hauteurs de la Zone Centrale de Rio de Janeiro. Il prend son nom du couvent des Carmélites dédié à Santa Teresa d'Avila. Il connut un grand essor au XIXe siècle et continue à ce jour de présenter un grand intérêt artistique, culturel et touristique. L'image du quartier est fortement associée au bonde elétrico (prononcez bôndji à Rio) qui en parcourt les axes principaux et le relie au centre. Santa Teresa est bordé par les quartiers de Centro, Lapa, Cidade Nova, Rio Comprido et Catumbi dans la Zone Centrale, Laranjeiras, Cosme Velho, Botafogo, Catete, Gloria dans la zone sud, et Alto da Boa Vista dans la Zone Nord. Son indice de développement humain (IDH) était de 0.878 en 2000.

## Histoire
Le quartier de Santa Teresa s'est construit autour du couvent du même nom au XVIIIe siècle. Il était habité par la classe supérieure de l'époque et fut une des premières extensions de la ville à partir du noyau de peuplement initial (le Centre). On construisit des maisons inspirées de l'architecture française dont certaines subsistent encore. Le quartier a, depuis lors, reçu de nombreux immigrants européens, lui conférant une atmosphère particulière. 

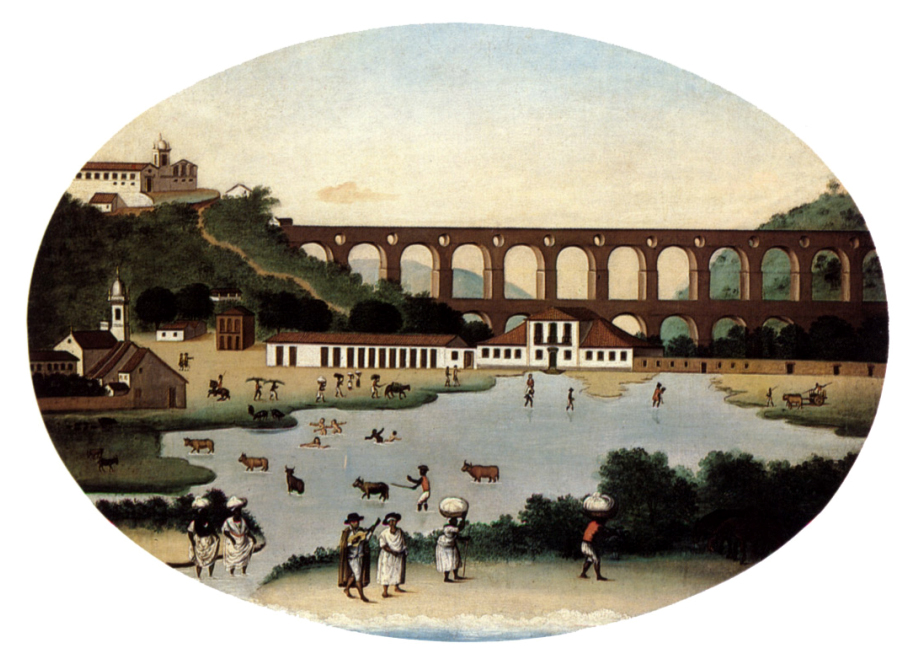
Peinture de 1790, avec le couvent.

En 1850, le quartier a été intensément occupé par une population fuyant une l'épidémie de fièvre jaune dans la ville. Étant localisée dans un endroit plus élevé, la zone a été moins touchée par l'épidémie que les quartiers qui l'entourent.
En 1872, arriva le « bonde » qui devint le symbole du quartier. Les premières rames étaient tirées par des mules, avant d'être électrifié. Initialement il était vert ou noir et bleu, mais on passa au jaune après les réclamations des riverains qui se plaignaient que la rame se confondait avec la végétation du quartier. Le bonde allait jusqu'au centre-ville depuis 1896 par les arcs de Lapa, un ancien aqueduc désaffecté. À la suite d'un accident tragique survenu le 27 août 2011, tuant six personnes, le gouvernement de l'État, responsable de l'exploitation du tramway a résolu temporairement de le paralyser jusqu'à ce que des transformations soient effectuées pour moderniser le système. À partir de manifestations organisées, les résidents ont pu préserver le système de tramway historique, qui a été classé. Le bonde resta fermé jusqu'en juillet 2015. Il fonctionne depuis lors en journée, sur une portion réduite (du Largo da Carioca dans le Centro au Largo do Curvelo dans la partie Nord-Est de Santa Teresa, en passant par les arcs de Lapa). Le bonde ne devrait retrouver sa pleine fonctionnalité qu'en 2017.
Avec le temps, le quartier a perdu de son statut de "quartier noble". Il se transforma, avec le temps, en un quartier bohème, animé par une vie artistique et culturelle florissante. Un projet de revitalisation a démarré en 2009 en limitant l'expansion des favelas du quartier et en maintenant un prix du mètre carré élevé. Actuellement, Santa Teresa représente un pôle d'attraction touristique et culturel à l'ambiance bohème et éclectique, sujet à une certaine gentrification bien que le prix du mètre carré reste encore modéré (R$6430 en 2013 ).

## Géographie
Le quartier, affectueusement appelé par les Cariocas « Santa », est situé à flanc de colline, en contrebas du morro dos prazeres. Le quartier s'étire du sud-ouest au nord-est. La partie sud-ouest est relativement étroite et suit l'axe principal de la Rua Almirante Alexandrino jusqu'au contrefort du Corcovado. la partie nord-est est plus large et décrit un arc de cercle autour (et au-dessus) des quartiers du Centro, de Lapa et de Cidade Nova. Cette partie Nord-Est est la plus connue et la plus touristique. Sur ses hauteurs, en surplomb des quartiers sus-cités, s'égrènent des places fréquentées par les touristes et les locaux: Largo do Curvelo, Largo dos Guimarães, Largo das Neves. Compte tenu de la pente et du caractère tortueux du tracé des rues, le Bonde joue un rôle essentiel dans la vie du quartier, en reliant ses différentes composantes géographiques. 

## Lieux
Avec le temps, Santa Teresa a perdu son statut de quartier noble au bénéfice d'autres quartiers de la zone sud de la ville, mais il garde un intérêt touristique certain. Les principaux lieux et curiosités sont :
- Le Bonde de Santa Teresa
- Le musée Chácara do Céu
- Le Parc des Ruines (Parque das Ruínas en portugais)
- Le Castelo do Valentim
- L'hôtel Santa Tereza (ancienne fazenda de Santa Tereza)
- Le couvent de Santa Teresa
- Les ateliers d'artistes
- Les restaurants et les bars
- L'église de Nossa Senhora das Neves
- Le musée du Bonde (fermé au public depuis l'accident du Bonde)
- L'escalier Selarón de 125 mètres de long, avec 215 marches, orné d'environ 2100 carreaux de faïence colorés par l'artiste Jorge Selarón en 1994[3]

Il y a aussi dans le quartier, un centre gastronomique, en particulier autour du Largo dos Guimarães, zone bohème du quartier. Santa Teresa s'est imposé comme l'une des principales attractions touristiques de Rio de Janeiro en raison du grand nombre d'artistes qui y ont un studio et vivent.

## Galerie

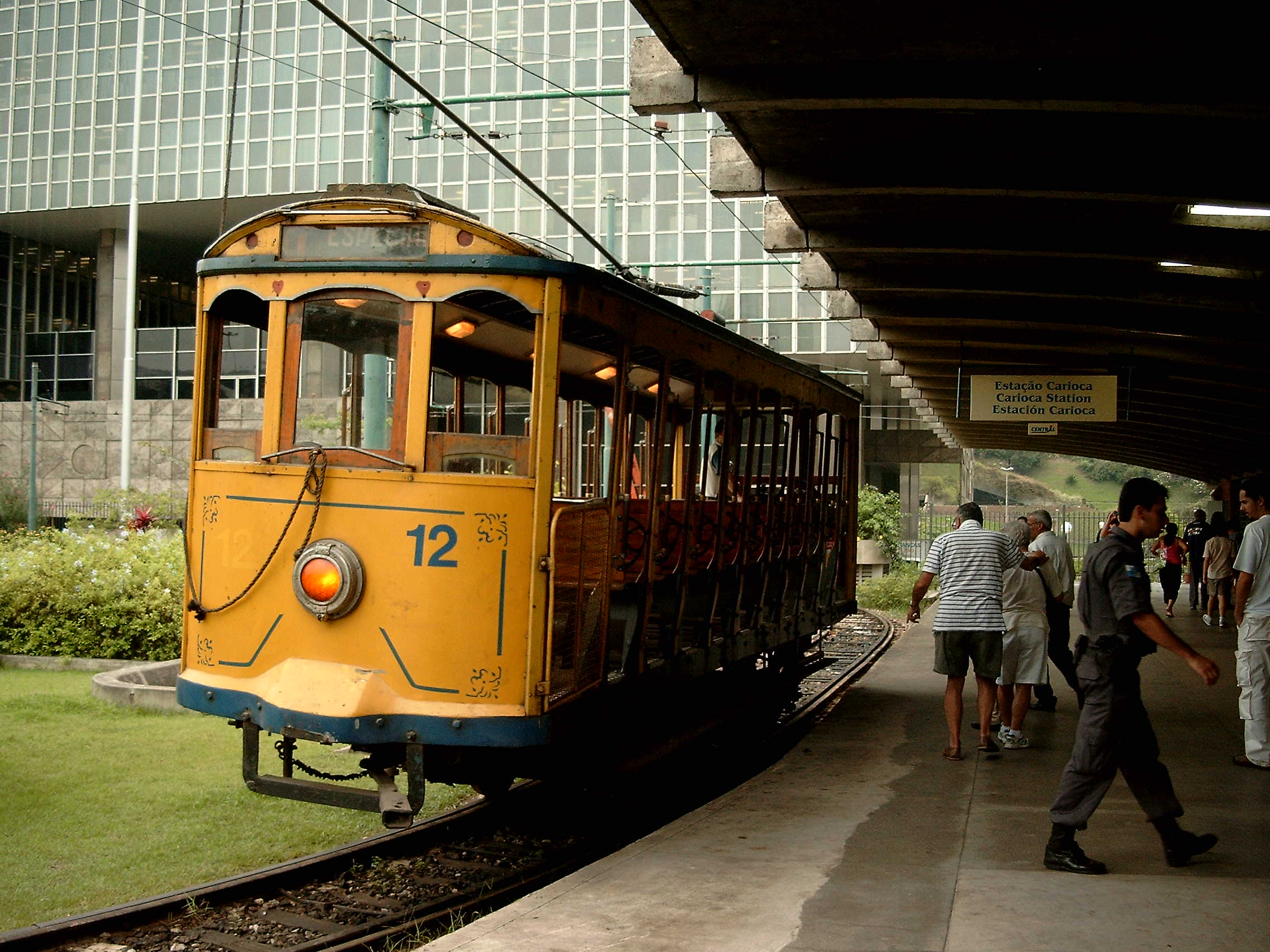
Le bonde au départ de la station Carioca
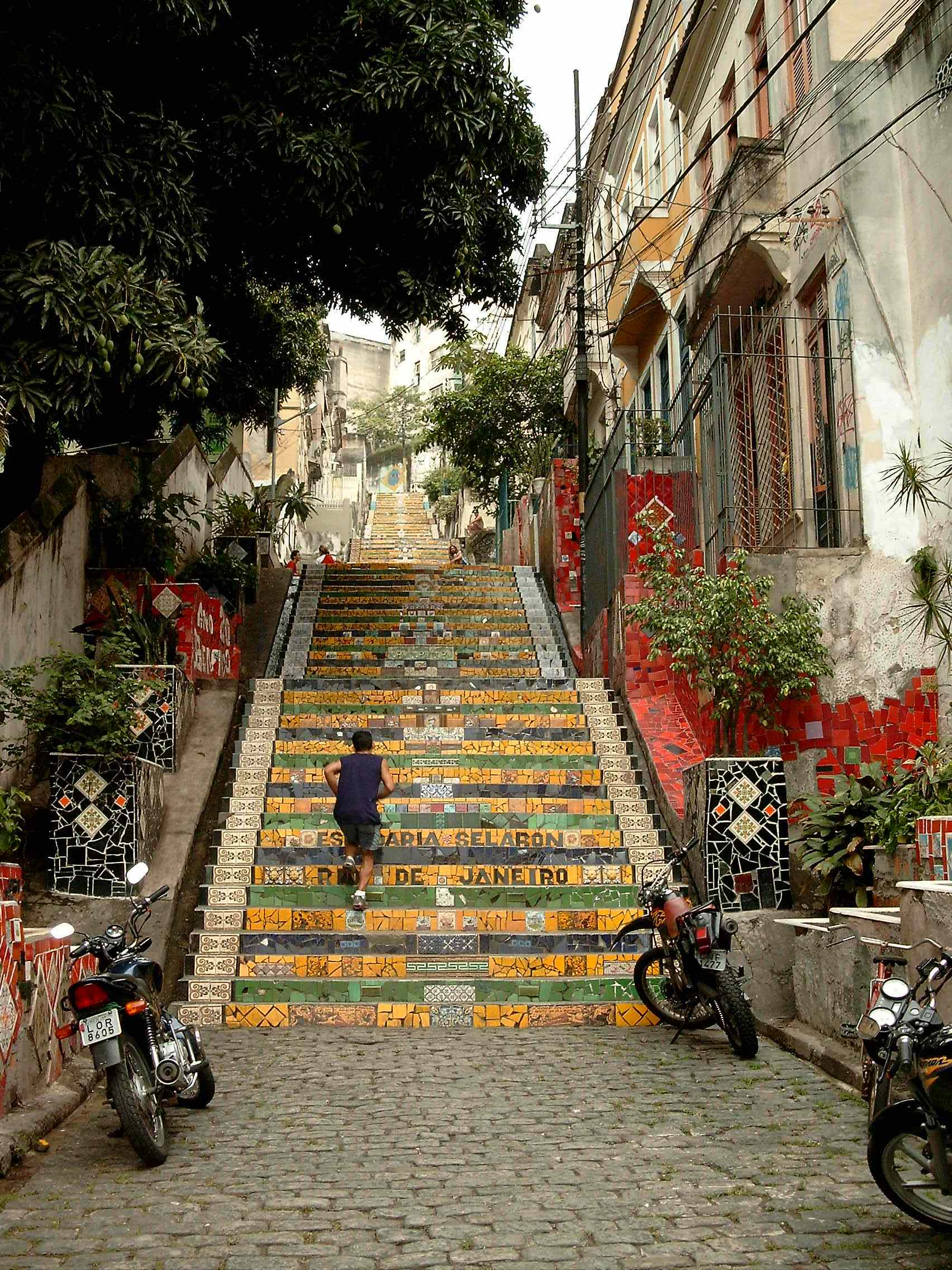
L'escalier Seleron pour monter à Santa Teresa
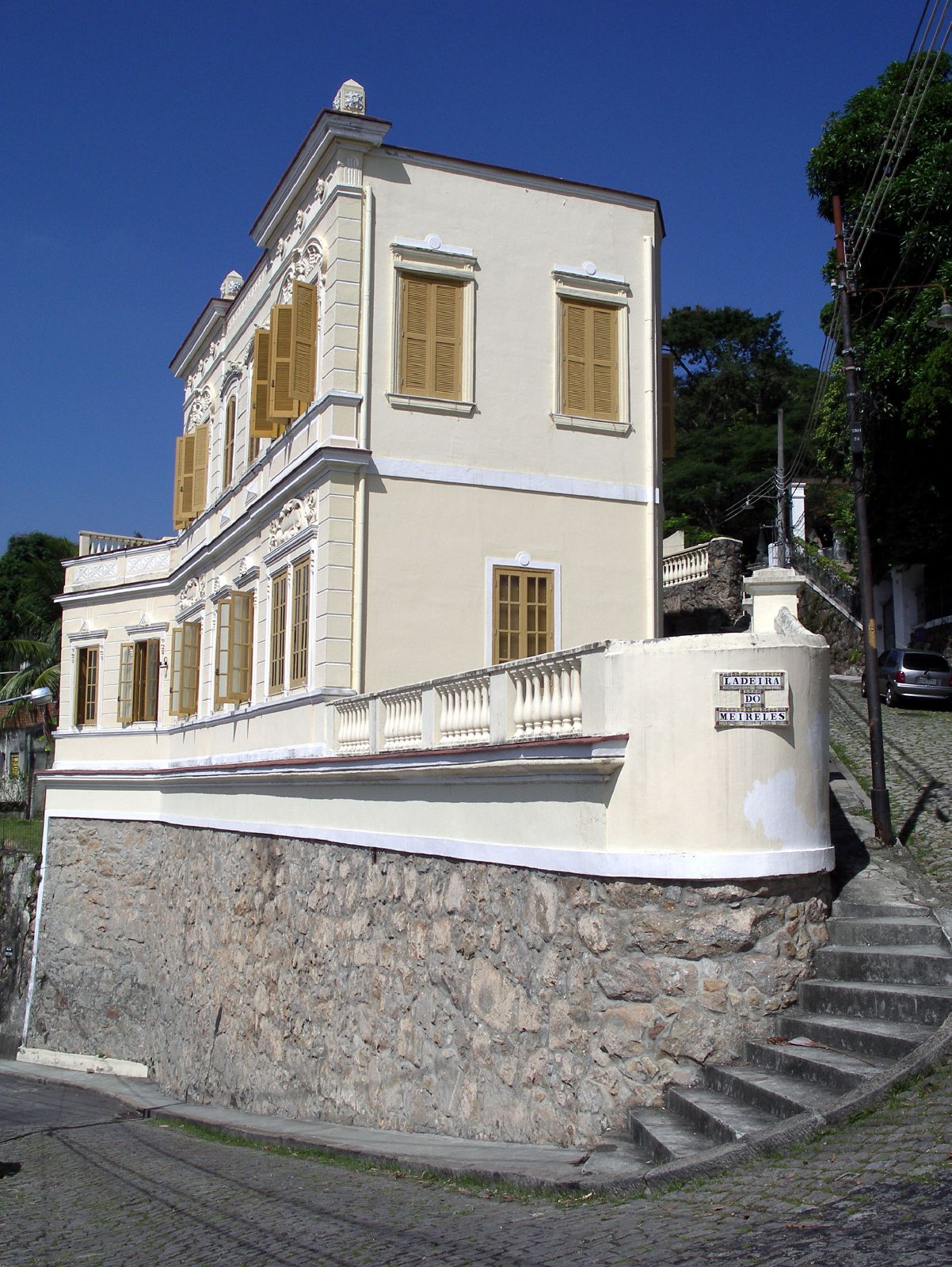
Santa Teresa
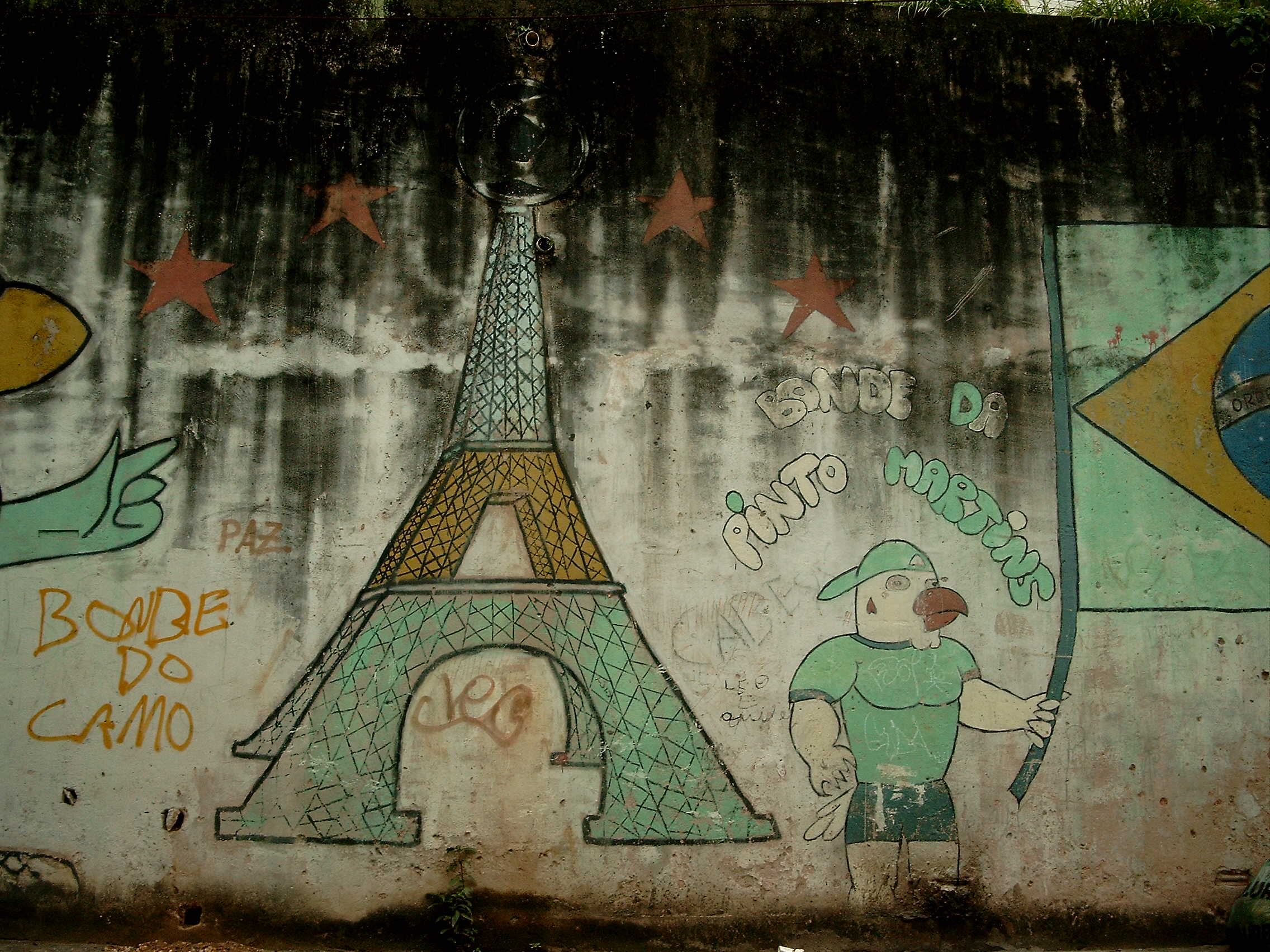
Un graffiti dans une rue de Santa Teresa
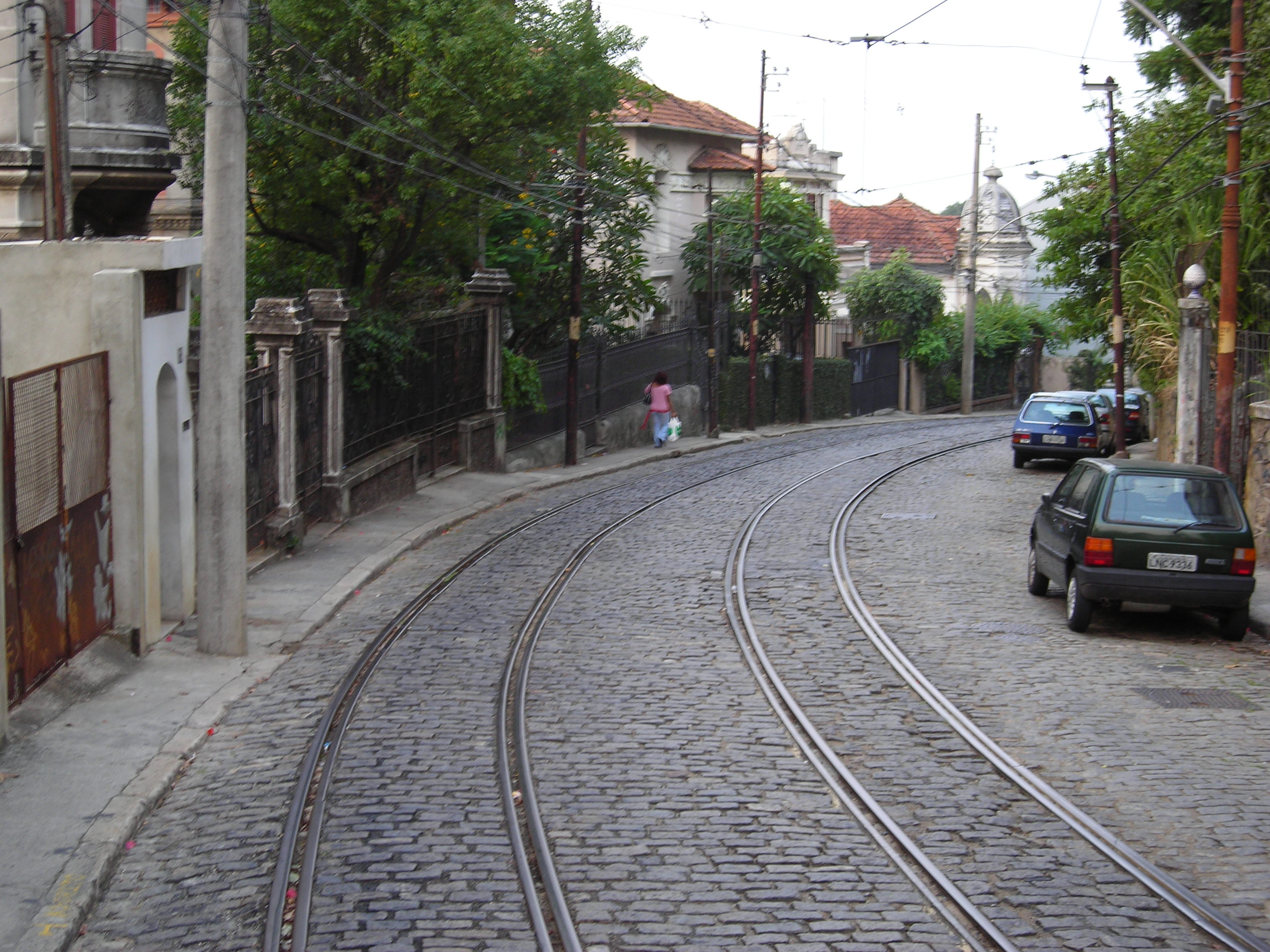
La rue où passe le bonde electrico